# タヌキモ科
タヌキモ科（タヌキモか、Lentibulariaceae）は、シソ目に属する植物の科である。世界各地にに3属300種以上が分布し、日本にも十数種の自生がある。食虫植物で、捕虫方法は属によって異なる。すべて草本で、止水中に浮いていたり、湿地でロゼットを形成する種類が多い。形態は、ムシトリスミレ属とゲンリセア属は属内に大きな違いはないが、タヌキモ屬は多様である。花は左右対称か唇花型で、距があるものが多い。

## 属
- ムシトリスミレ属 Pinguicula

さじ型の葉をロゼット状に広げる多年草。葉の表面に粘液を出し、鳥黐式で虫を捕らえる。
- タヌキモ属 Utricularia

沈水性の水草、湿地植物、一部は着生植物、一年草または多年草。細長い茎を横に伸ばし、茎や葉に捕虫嚢を形成し、微小動物を吸い込み罠式に捕らえる。タヌキモ類は水中に茎を伸ばし、葉は糸状に裂ける。ミミカキグサ類は茎を泥や苔の間に伸ばし、さじ状の葉をつける。
- ゲンリセア属 Genlisea

湿地植物。ロゼットを形成する通常葉と、葉緑素を失って地下に完全に潜るY字型の多数の捕虫葉を出す。